# Esponja anticonceptiva
La esponja anticonceptiva vaginal es un método de contracepción de barrera para mujeres. Se trata de una esponja fabricada en poliuretano de unos cinco centímetros de diámetro, de forma redondeada y embebida en sustancias espermicidas. Previo a la relación sexual se introduce en la vagina hasta topar con el cuello del útero, al que cubrirá previniendo el avance de espermatozoides hacia el óvulo. El producto debe utilizarse desde el inicio del coito, pudiendo colocarse hasta 24 horas antes, y una vez concluido debe permanecer en el interior del canal vaginal hasta por seis horas. Su tasa de efectividad real se calcula en el 86 % para mujeres nulíparas y un 78 % si ya tuvo partos.
Puede adquirirse directamente en comercios sin necesidad de un examen o prescripción médica. Tanto el material como el espermicida pueden provocar reacciones alérgicas. No ofrece protección frente a infecciones de transmisión sexual, por el contrario, las sustancias espermicidas pueden generar irritación en la vagina, favoreciendo la entrada de los patógenos responsables de estas enfermedades al torrente sanguíneo. Por otro lado, el uso de la esponja es compatible con el condón masculino, lo que podrá prevenir el potencial contagio y aumentará la tasa de eficacia de anticoncepción por uso combinado de métodos.

## Producto

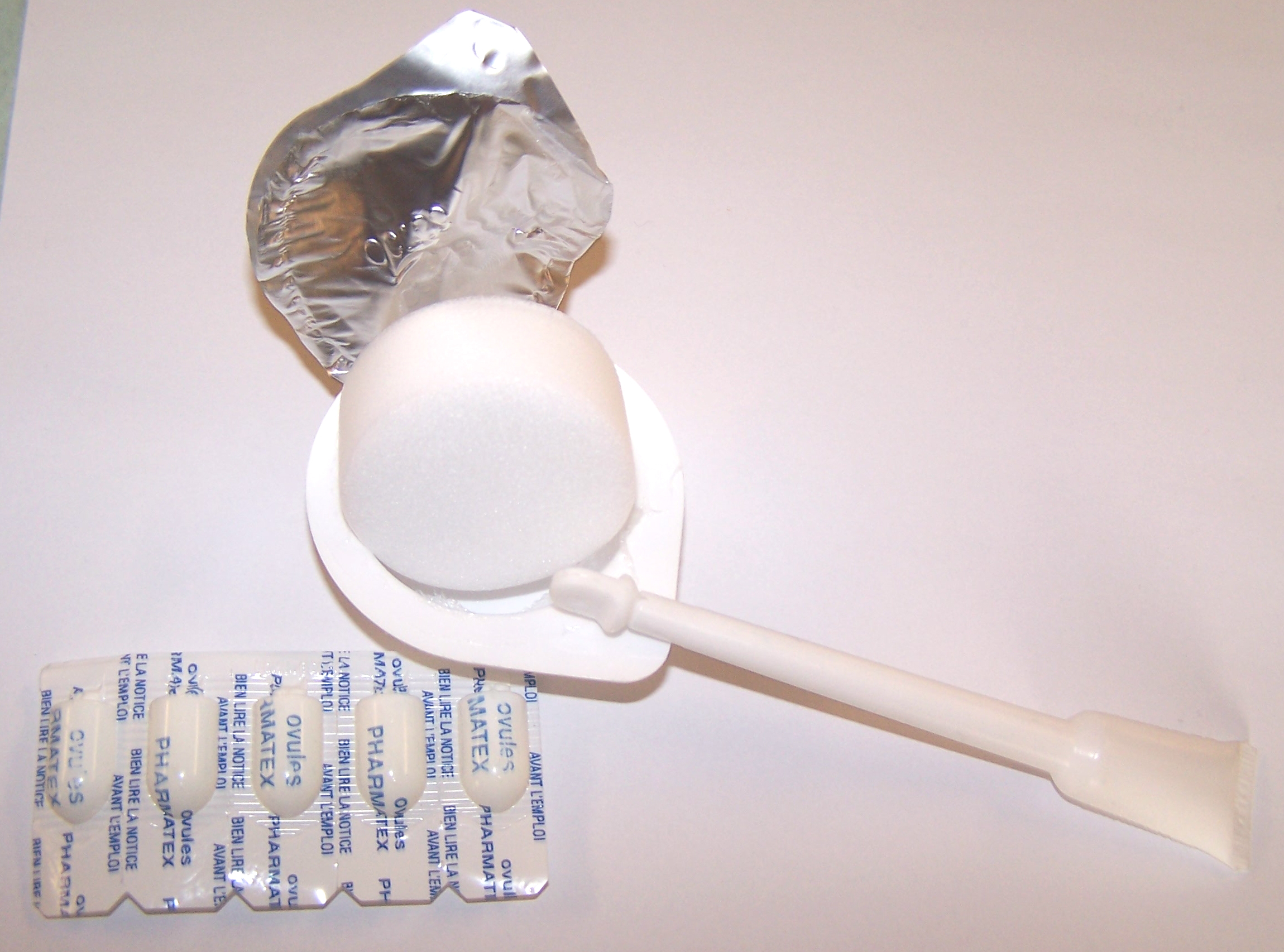
Esponja anticonceptiva en su bandeja de plástico y espermicidas.

La esponja anticonceptiva se trata de una esponja de polímeros sintéticos o naturales, con opciones fabricadas en poliuretano y colágeno. Se comercializa en un talle único, de unos cinco centímetros de diámetro, dos centímetros de espesor, de forma redondeada y ahuecada en el centro. Es capaz de absorber cuarenta veces su volumen y se utiliza en conjunto con una sustancia espermicida como el nonoxinol-9 o cloruro de benzalconio. También existen versiones cilíndricas. Se coloca internamente en el fondo del canal vaginal cubriendo el cérvix, bloqueando así la entrada al útero. Una vez que se produce la eyaculación, la esponja absorbe el semen que se deposite dentro del cuerpo y el espermicida con el que está embebida neutraliza los espermatozoides.
Antes de colocarla, la usuaria puede humedecerla con agua para activar el espermicida. Debe utilizarse desde el inicio del coito, pudiendo colocarse hasta 24 horas antes. Una vez concluido debe dejarse en el interior del canal vaginal hasta por seis u ocho horas, previniendo que el objeto no permanezca más de treinta horas en total dentro del cuerpo debido al riesgo de síndrome del choque tóxico (SST). No hay un límite en la cantidad de relaciones sexuales que pueden darse, pudiendo utilizarse la misma esponja durante este rango de tiempo. Una vez cumplida su función, debe desecharse directamente en la basura, y evitando hacerlo mediante el inodoro. La esponja puede incluir un lazo de tela o cuerda de nylon para facilitar la extracción del cuerpo, y una vez retirada no debe reintroducirse.
A diferencia de otros métodos de contracepción, es de venta libre en farmacias y no requiere de una receta médica o un examen previo. Dado que para colocarlas deben de manipularse los genitales, la usuaria debe de sentirse cómoda  de introducir sus dedos en su canal vaginal. Al ser de uso interno, se han reportado dificultades en algunos casos para extraer la esponja adecuadamente. No es producto recomendado para adolescentes. Su eficacia varía según su correcta utilización, siendo la colocación y retiro inadecuado el factor que más incide en el porcentaje de éxito. Un uso perfecto en personas nulíparas asciende al 91 %, mientras que la tasa de uso real se calcula en un 86 %. En aquellas usuarias con partos el porcentaje es menor, 80 % de efectividad en uso perfecto, 78 % de uso real. La eyaculación por fuera de la vagina o combinar el producto con condones masculinos aumentan las posibilidades de prevenir un embarazo.
Las esponjas anticonceptivas no ofrecen protección frente a infecciones de transmisión sexual, por el contrario, las sustancias espermicidas pueden generar irritación en la vagina, favoreciendo la entrada de virus, bacterias y parásitos responsables de enfermedad de transmisión sexual. Por otro lado, el uso combinado con el condón masculino podrá prevenir el potencial contagio y aumentará la tasa de eficacia de anticoncepción.
Los riesgos asociados con su uso son reacciones alérgicas, irritación del canal vaginal y, en raras ocasiones, síndrome del choque tóxico. Otros posibles cuadros provocados son vaginitis, infecciones del tracto urinario y sequedad vaginal. También está desaconsejada en personas que padezcan sensibilidad a los espermicidas, el poliuretano o sulfamidas; hayan tenido antecedentes de síndrome del choque tóxico o estén transitando una infección vaginal o uterina. No deberían utilizarse si recientemente se experimentó un aborto o un parto, o durante la menstruación. De acuerdo con usuarias, las principales razones para discontinuar su uso son el fallo del método por un embarazo no planeado, sequedad vaginal, olor y dificultad para insertarla o extraerla del cuerpo.

## Historia

### Antecedentes
Se tiene registro del uso intravaginal de materiales naturales absorbentes para anticoncepción desde la Edad Antigua, con la primera mención de una especie de tampón en el Papiro Ebers del Antiguo Egipto. Objetos similares fueron descritos por Sorano de Éfeso en su tratado Gynaeciorum a principios del siglo II a. C. y también se hallaron en el libro sagrado hebreo Tosefta. Para captar el semen y evitar el embarazo, las mujeres podrían haber introducido en su canal vaginal las mitades vacías de granadas en la Antigua Grecia; pequeños fajos de musgo, bambú y algas en Japón, China e islas del Pacífico; vainas vegetales en Sudáfrica, y tampones fabricados de raíces y hierbas trituradas en el resto de África. Los primeros antecedentes de las esponjas anticonceptivas fueron el uso de esponjas marinas, desde el año 3000 a. C. hasta el siglo V, tanto como métodos de contracepción como recolectores menstruales y, posteriormente, como pesarios para tratar prolapsos de los órganos pélvicos con un antecedente en 1880. La mención escrita más antigua del uso esponjas para prevenir embarazos se encontró en el Talmud, que indicaba embeberla en vinagre y utilizarla solo en el caso de que la mujer sea muy joven para sobrevivir un posible embarazo, si ya estaba gestando (dada la creencia de que el semen podría provocarle un aborto) o si estaba lactando (se infería que un embarazo le obligaría a destetar a su bebé prematuramente).
En Europa la medicina tradicional las mencionó junto a otros materiales absorbentes como telas, pulpas vegetales y atados de hierbas cortadas. Para el siglo XVII, era consideradas uno de los métodos más sofisticados de anticoncepción, y gozaron de mayor popularidad un siglo después, particularmente en Francia. Registros de la época advierten que estas ya se introducían previo al coito y su propósito era el de bloquear la entrada al útero para evitar que el esperma pudiera ingresar y «propagarse» dentro; la esponja lo absorbía y si se la mojaba previamente con un líquido como el brandy se creía que este podía «destruir su esencia». En Reino Unido las referencias son escasas, pero subsisten algunos ejemplos, incluida una mención por parte de Jeremy Bentham a favor del uso de la misma como alternativa al coitus interruptus, la abstinencia, sodomía y el preservativo. Francis Place, amigo de Bentham, las recomendó en su activismo por el control de natalidad, indicando que su tamaño debía ser similar al de «una nuez verde o una manzana pequeña» para funcionar.
A partir del siglo XIX, las esponjas fueron uno de los elementos centrales en las campañas públicas de control natal que comenzaban a llevarse a cabo en Europa y Estados Unidos, y objeto de las primeras controversias en torno al tema en Inglaterra. Eran una alternativa menos cuestionada moralmente que el coitus interruptus, y gozó de cierta popularidad a pesar de que su eficacia no era clara. Charles Knowlton en Fruits of Philosophy objetó la capacidad de la esponja de barrer con todo el semen albergado en los pliegues y rigurosidades de la vagina cuando la usuaria la retiraba. En su lugar sopesó la posibilidad de que en lugar de agua, podría ser más útil humedecerlas con un líquido que «actúe químicamente sobre el semen», y que sea capaz de «destruir las propiedades fecundadoras» de los restos que puedan quedar dentro.

### SigloXX
Hacia fines de 1800 e inicios de los años 1900 las esponjas fueron una de las opciones de contracepción disponibles. Conocidas también como esponjas de seguridad o esponjillas, las versiones marinas se ofrecían en distintos talles para fines de anticoncepción e higiene menstrual. Podían comprarse por correo o en tiendas como Sears en Estados Unidos; comercializadas como esponjas para «damas», estaban cubiertas de una malla de seda y tenían un cordón de este material. También podían elaborarse en goma. A partir de esta época se reconoció la necesidad de impregnarlas en sustancias que se creía tenían acción espermicida; era habitual el uso de quinina o productos hogareños como el vinagre, el aceite de oliva, soluciones salinas y detergentes en polvo. Su uso entre la población seguía siendo limitado, con usuarias comunicando que la encontraban incómoda y complicada de utilizar. Muestras pequeñas de usuarias en Nueva York arrojaron una eficacia del 50 %, aunque el consenso general no las consideraba un método confiable para prevenir embarazos ya que la barrera que ofrecían era permeable.
Eran promovidas como método de planificación familiar por organismos como la Society for Constructive Birth Control, en Reino Unido. También se entregaban en la Clínica para madres de Londres fundada por la activista Marie Stopes, quien suministró esponjas embebidas en aceite de oliva a dos mil pacientes en situación de indigencia con resultados favorables. Esta última las consideraba el anticonceptivo más simple y efectivo, pero puso especial énfasis en que debía ser lo suficientemente grandes para dar resultado. Debido a que la anticoncepción era un tema considerado tabú por algunos sectores de la sociedad, era habitual que entre 1950 y 1960 se las publicitara como artículos de «higiene femenina» en lugar de métodos anticonceptivos. Nuevas versiones se comenzaron a fabricar en colágeno (polímero natural) y poliuretano (sintético), y se comercializaban en conjunto con el espermicida nonoxinol-9.
A mediados de siglo, los nuevos anticonceptivos hormonales orales e intrauterinos prevenían embarazos de forma más eficaz y fueron ganando popularidad entre la población, desplazando a los métodos tradicionales. Sin embargo, los efectos adversos de estos reportados en los años 1960 promovieron el resurgimiento del los espermicidas y dispositivos vaginales de barrera, entre ellos la esponja anticonceptiva. Durante la década de 1970 comenzaron los primeros estudios para evaluar su efectividad y aceptabilidad en diversos países. Resultados en Yugoslavia arrojaron una tasa de fallo del 1,1  por cada cien mujeres, aunque el 13 % abandonaron el método al cabo de seis meses debido a sequedad vaginal; en México participantes afirmaron que el método hacía descender el deseo sexual, además de encontrarla incómoda de utilizar; en Bangladés fue catalogada de «inaceptable». Sobre su diseño, se sugirió que deberían incluir un aplicador y tener presentaciones en diferentes talles pensados para mujeres nulíparas y para aquellas que hayan tenido hijos. El International Fertility Research Program (IFRP) bajó de diez a tres veces la cantidad máxima de relaciones sexuales por cada esponja para garantizar su efectividad.
Estos ensayos continuaron durante la siguiente década en más países como Taiwán, Bangladés, Yugoslavia, Canadá, India, Suecia, Inglaterra y Estados Unidos por lo que aún se la consideraba un método experimental. El lFRP calculó su tasa de eficacia en un promedio de entre seis y siete embarazos por cada cien usuarias.

#### Esponja anticonceptiva de colágeno
Las esponjas de colágeno o diafragma de esponja de colágeno son una variable de las esponjas anticonceptivas. Presentada en 1976 por Milos Chvapil como collagen sponge contraceptive (CSC), se trata de una esponja de colágeno con un pH entre 6 y 7 que se comportaba tanto como un método de anticoncepción químico como de barrera. El producto con forma de cilindro tenía un diámetro de 6 cm por 2.5 de alto, en cuyo centro había una hendidura semiesférica de 3 cm de alto. Para introducirlo en el cuerpo se utilizaba un aplicador similar al de los tampones, que la comprimía y facilitaba su inserción intravaginal. El colágeno tenía propiedades hidrofílicas, por lo que su capacidad de absorción lograba captar el semen eyaculado en el cuerpo, previniendo su avance hacia el útero. Esto la diferenciaba del resto de modelos de esponjas anticonceptivas que requerían el uso adicional de espermicidas para evitar la anticoncepción.
La esponja de colágeno estaba originalmente diseñada para usarse por un mes completo dentro del cuerpo (la extensión promedio de un ciclo menstrual), por lo que se buscó que el material fuera biológicamente estable durante ese lapso, pero biodegradable una vez que fuera desechada y llegue a la red de saneamiento. Además de altamente hidrofílico, Chvapil estipuló que el material debía ser suave para no interferir con el acto sexual, no irritante y capaz a su vez de adaptarse a la anatomía del fórnix sin desacomodarse. A diferencia de las esponjas anticonceptivas fabricadas en espuma y otros tipos de elastómeros, el colágeno de esta versión ofrecía un mayor grado de absorción ya que era capaz de captar fluidos más viscosos. Dada su naturaleza biodegradable el material se presentaba como menos contaminante además de biocompatible, pudiendo permanecer días dentro del cuerpo sin generar problemas de salud.

#### Potencial método de prevención de ITS
A partir de los años 1980 se llevaron a cabo estudios sobre la capacidad de los espermicidas para prevenir el contagio de infecciones de transmisión sexual (ITS). Las propiedades bactericidas y viricidas de estos compuestos utilizados en las esponjas anticonceptivas podrían brindar un cierto grado de protección a las usuarias, quienes no contaban con un método propio frente a ITS y dependían de sus compañeros sexuales para usar el condón masculino. El nonoxinol-9 había probado ser efectivo contra la clamidia y gonorrea, aunque su capacidad irritante podría a su vez fomentar la entrada de patógenos al torrente sanguíneo cuando su concentración era elevada, efecto observado en pacientes VIH seropositivos de alto riesgo.
El consenso médico a partir del siglo XXI indica que las esponjas anticonceptivas no ofrecen una seguridad real frente a ITS, por el contrario, la irritación vaginal causada por el espermicida favorecería el contagio de patógenos responsables de las enfermedades de transmisión sexual y agravaría los posteriores cuadros.

#### Marcas prominentes

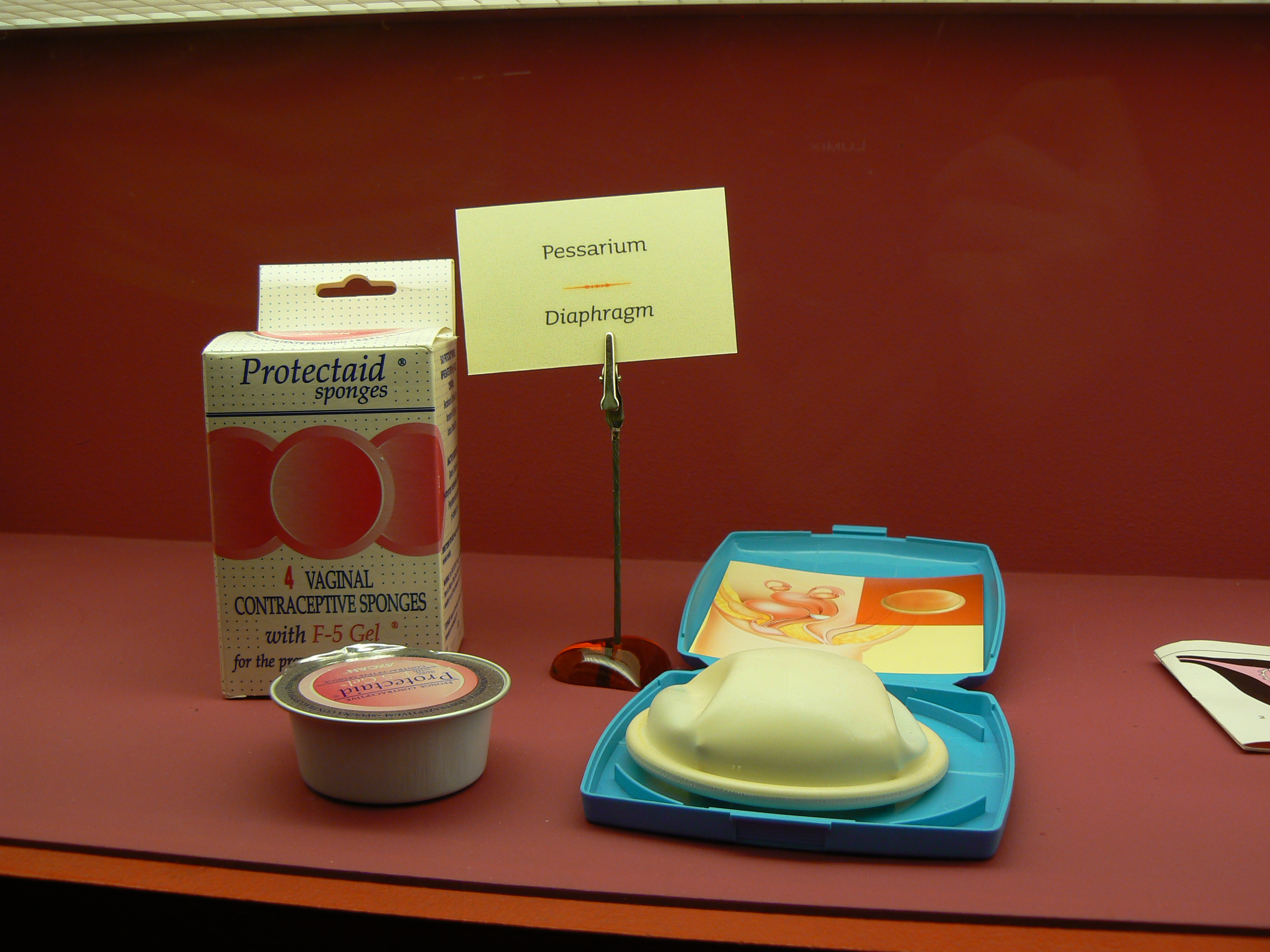
Esponja anticonceptiva Protectaid (izquierda) exhibida junto a un diafragma (derecha), ambos métodos de barrera. (NEMO, Países Bajos, 2008)

La esponja Today, de poliuretano y con un gramo de nonoxinol-9 como agente espermicida fue una de las marcas más prominentes y la primera opción de venta libre en Estados Unidos. Fabricada por VLI Corporation, se comercializó primero en países como Singapur (1981), Países Bajos, Reino Unido y Noruega (1982), y en Suiza y Estados Unidos (1983). En este último, el producto aún atravesaba ensayos clínicos para evaluar su seguridad y el envase incluía un aviso sobre la posibilidad de desarrollar síndrome del choque tóxico (TSS) requerido por la Administración de Alimentos y Medicamentos (FDA). Se calculaba que cada consumidora utilizaban un promedio de diez esponjas por mes, y para diciembre de ese año la empresa había vendido más de cinco millones de unidades a cerca de 250 000 mujeres. Los primeros cuatro casos de TSS en usuarias del producto aparecieron hacia fines de ese año. Tras hechos de contaminación bacteriana en las fábricas, la FDA prohibió la venta del anticonceptivo en 1994 por razones de seguridad. Esta situación fue retratada en un episodio de la serie de televisión Seinfeld, donde el personaje de Elaine Benes buscó adquirir la mayor cantidad posible de estas al enterarse de que serían discontinuadas.
Allendale Pharmaceuticals compró la marca en 1998 y volvió a venderlas en 2005. La empresa destinó un presupuesto de diez millones de dólares anuales solo para publicidad, logrando un retorno por año de veintidós millones en ganancia. A fines de 2007 presentó la quiebra y discontinuó nuevamente su fabricación en 2008. Un año después, la marca volvió nuevamente al mercado como la única opción avalada disponible en territorio estadounidense. Esta vez, el presupuesto destinado para promoción fue menor, con cerca de un millón de dólares.
Pharmatex, de forma cilíndrica e imbuida en cloruro de benzalconio, se comercializó en Quebec y Europa a partir de 1984. Protectaid, canadiense, comenzó a venderse de forma libre en su país de origen a partir de 1996. Posteriormente ingresó al mercado europeo en 2001. Fabricada en poliuretano micro alveolado, utilizaba una combinación de tres agentes espermicidas: nonoxinol-9, cloruro de benzalconio y colato de sodio.